# Simon Bikindi
Simon Bikindi (28 de septiembre de 1954 - 15 de diciembre de 2018) fue un cantautor ruandés que anteriormente era muy popular en Ruanda. Sus canciones patrióticas fueron elementos básicos de la lista de reproducción en Radio Ruanda durante la guerra, desde octubre de 1990 hasta julio de 1994, antes de que el Frente Patriótico Ruandés tomara el poder. Por acciones durante el genocidio de Ruanda, fue juzgado y condenado por incitación al genocidio por el Tribunal Penal Internacional para Ruanda (ICTR) en 2008. Murió de diabetes en un hospital de Benín a fines de 2018.

## Antecedentes y papel durante el genocidio
Bikindi, de etnia hutu, nació en Rwerere, en la prefectura noroccidental de Gisenyi, la misma región de donde se originaron Juvénal Habyarimana y muchas de las figuras clave del régimen.
En el momento del genocidio, era un "conocido compositor y cantante de música popular y director del grupo de actuación Irindiro Ballet ". Se describió que sus canciones tenían "letras elípticas y melodías pegadizas", mezclando inglés, francés y kinyarwanda y combinando textos de estilo rap con melodías de canciones folclóricas tradicionales. Su primer casete, lanzado en 1990, fue de canciones tradicionales de boda. Fue además funcionario del Ministerio de la Juventud y el Deporte y militante del Movimiento Revolucionario Nacional para el Desarrollo, en aquel entonces, el único partido político legal del país.
Algunas de sus canciones dirigidas contra los tutsi fueron reproducidas en Radio Télévision Libre des Mille Collines para incitar a los asesinatos. Salió del país unos días antes del comienzo del genocidio, pero regresó más tarde en junio. Es un tema de debate si participó en el genocidio como tal y en qué medida, pero según el fallo del Tribunal Penal Internacional para Ruanda (ICTR), está probado más allá de toda duda razonable que estaba asociado con la milicia Interahamwe e instó públicamente a los hutus a exterminar a todos los tutsis en junio de 1994. Después que el Frente Patriótico Ruandés tomara el control del país, huyó. Sus canciones están prohibidas en Ruanda desde 1994.

## Juicio

### Acusación y arresto
Bikindi fue acusado por el Tribunal Penal Internacional para Ruanda (ICTR). Fue acusado de lo siguiente: conspiración para cometer genocidio; genocidio, o alternativamente complicidad en genocidio; incitación directa y pública a cometer genocidio, y asesinato y persecución, como crímenes de lesa humanidad. La acusación decía que Bikindi "compuso, cantó, grabó o distribuyó obras musicales que ensalzaban la solidaridad hutu y acusaban a los tutsis de esclavizar a los hutus". La acusación citó una canción titulada El Despertar, pero comúnmente conocida como Odio a estos hutus, que atacaba a los hutus "pro-tutsi" y específicamente a los hutus que colaboraban con los insurgentes del Frente Patriótico Ruandés contra el Gobierno.
Además, se argumentó que en los meses previos al genocidio, Bikindi había "consultado con el presidente Juvénal Habyarimana, el ministro de Juventud y Deportes Callixte Nzabonimana y las autoridades militares alineadas con el partido dominante sobre las letras de las canciones" antes de ser lanzadas para que las reprodujeran en la emisora RTLM. La acusación también afirmó que durante los 100 días de genocidio, del 7 de abril al 14 de julio de 1994, Bikindi participó personalmente en los asesinatos, tanto en las prefecturas de Kigali como de Gisenyi, y ayudó a reclutar y organizar las milicias Interahamwe.
Tras su arresto en Leiden, Países Bajos, el 12 de julio de 2001, Bikindi luchó contra la extradición y solicitó asilo. Sin embargo, ocho meses después, el 27 de marzo de 2002, fue puesto bajo la custodia del TPIR. Posteriormente se declaró inocente de todos los cargos en su contra y fue encarcelado en el Centro de Detención de las Naciones Unidas (UNDF) en Arusha, Tanzania. Después de una serie de demoras, su juicio por crímenes de guerra estaba programado para comenzar el 15 de mayo de 2006. Estuvo representado por el presidente de la sección keniana de la Comisión Internacional de Juristas (CIJ), Wilfred Ngunjiri Nderitu .

### Veredicto
En diciembre de 2008, Bikindi fue condenado a 15 años de prisión con crédito de 7 años ya cumplidos, por incitación a cometer genocidio. La condena se debió a que el tribunal consideró probado más allá de toda duda razonable que a finales de junio de 1994 había pronunciado un discurso desde un vehículo Interahamwe equipado con un sistema de megafonía, instando y recordando posteriormente a la población hutu a exterminar a todos los tutsis, a quienes se refirió como "serpientes". Todos los demás cargos fueron desestimados; en particular, el tribunal consideró que, si bien algunas canciones tenían un carácter incitador, todas habían sido escritas antes de 1994, es decir, antes del genocidio, y que no había pruebas suficientes para demostrar que Bikindi había desempeñado un papel en la difusión de sus canciones en radio durante el genocidio, o que se había involucrado personalmente en asesinatos o en la organización de milicias.

### Recepción
El juicio se había considerado problemático debido a la inquietante posibilidad de que un artista fuera procesado arbitrariamente por su obra, ya que el arte está abierto a una variedad de interpretaciones. El veredicto, sin embargo, evitó con éxito este controvertido tema, ya que no se basó en las canciones de Bikindi.

## Vida personal
En el momento del genocidio, Bikindi tenía una relación con Angeline Mukabanana, una tutsi. En una entrevista para el New York Times en 2008, expresó su opinión de que Bikindi no odiaba a nadie y era simplemente una oportunista, demasiado ansiosa por complacer. Citó el hecho de que Bikindi había adoptado a su hijo, que tenía un padre tutsi, y había ayudado a sus vecinos tutsis contra los asesinos hutus. Mukabanana afirmó que después de que Bikindi escribiera Odio a los hutus, ella le preguntó por qué había escrito eso y señaló la posibilidad de que el FPR ganara la guerra. Supuestamente respondió: “El gobierno me obliga a escribir estas canciones. Si escucho que el FPR vendrá a Kigali el próximo mes, escribiré una canción para ellos".